# Rue du 8-Mai-1945 (Paris)
Pour les articles homonymes, voir Rue du 8-Mai-1945 et Rue du Huit-Mai-1945.
La rue du 8-Mai-1945, ou rue du Huit-Mai-1945, est une voie du 10e arrondissement de Paris, en France, dans la région Île-de-France.

## Situation et accès
La rue du 8-Mai-1945 relie la rue du Faubourg-Saint-Martin au boulevard de Magenta. C'est par cette rue que les voyageurs doivent passer pour quitter ou accéder à la gare de l'Est.
Elle est accessible par les lignes de métro 4, 5 et 7, à la station Gare de l'Est. Elle dessert le boulevard de Strasbourg et la rue d'Alsace.

## Origine du nom
La date du 8 mai 1945 commémore la date de la capitulation de l'armée allemande au cours de la Seconde Guerre mondiale.

## Historique
En 1826 est ouverte la rue Neuve-Chabrol, sur des terrains provenant de l'ancienne foire Saint-Laurent, et qui appartenaient à Mme de Bellecôte et MM. Chobert et Philippon.
En 1830, après la révolution de Juillet, les habitants débaptisent la rue pour lui donner celui du nouveau préfet de la Seine, Alexandre de Laborde. Le 12 août 1835, une décision ministérielle signée Adrien de Gasparin lui rend son nom premier. Le 10 octobre 1836, on procède à la régularisation du numérotage, et les constructions riveraines sont alignées.
Un arrêté du 7 décembre 1840 prescrit l'établissement d'une barrière de clôture aux extrémités de cette voie qui formait le prolongement de la rue Chabrol.
Par décision du conseil municipal du 19 février 1847, elle est renommée « rue de Strasbourg ». Elle porte le nom de « rue du 8-Mai-1945 » depuis le 17 février 1966.